# Stan Hitchcock
Stanley „Stan“ Edward Hitchcock (* 21. März 1936 in Pleasant Hope, Missouri; † 4. Januar 2023 in Gallatin, Tennessee) war ein US-amerikanischer Country-Sänger, Fernseh- und Radiomoderator und Buchautor.

## Biografie

### Jugend
Stan Hitchcock kam am 21. März 1936 in Pleasant Hope, Missouri in der Nähe von Kansas City auf die Welt. 1940 zog die Familie auf eine Farm in Springfield. In seiner Jugend lernte er das Gitarre-Spielen. Als Teenager trat er regelmäßig in den örtlichen Radiosendern auf, erstmals war er dort mit 12 Jahren zu Gast. Nachdem er die Schule beendet hatte, ging Hitchcock zur US Navy, wo er eine Country-Band gründete, die die Leute unterhielt. Nachdem er die Navy nach vier Jahren verlassen hatte, wurde Hitchcock von Red Foley entdeckt und zu seiner Show eingeladen. Daraufhin startete er eine ernsthafte Musikkarriere und unterschrieb einen Vertrag bei Columbia Records.

### Musiker
Seine ersten Aufnahmen veröffentlichte er 1961, doch er verfehlte damit die Chartpositionen. Sechs Jahre später wechselte er das Label und wurde der erste Country-Musiker bei Epic Records. Mit Honey I’m Home landete er dort 1969 seinen größten Hit, der Platz 17 der Country-Charts erreichte. Nach seinem Wechsel zu GRT Records landete er Anfang der 70er-Jahre jedoch nur noch kleinere Hits. Nach einem weiteren Wechsel zu MMI Records im Jahr 1978 erreichte er noch einige Male die Charts, letztmals mit der Single She Sings Amazing Grace, die 1981 erschien.

### Fernsehen und Radio
Größe Bekanntheit als mit seinen Musik-Veröffentlichungen erlangte Hitchcock durch seine Arbeit beim Radio und beim Fernsehen. In jungen Jahren arbeitete er als DJ für verschiedene Radiostationen. In den 60er-Jahren war er unter anderem Gastgeber einer Morning-Show in Nashville, von 1964 bis 1970 hatte er mit der Stan Hitchcock Show seine eigene Sendung. Im Jahr 1982 war Hitchcock einer der Gründer des Musikfernsehsenders Country Music Television (CMT).
Noch bis 1991 blieb Hitchcock in Nashville und arbeitete von dort aus für den Sender, unter anderem war er Gastgeber der Interview-Sendung Heart to Heart. Als CMT dann von Gaylord Entertainment gekauft wurde, kehrte er nach Missouri zurück und ließ sich in der kleinen Stadt Branson in der Nähe von Springfield nieder. Dort gründete er den Kabelsender Americana Television Network, ebenfalls ein Musiksender, der sich vor allem auf amerikanische Folk- und Country-Musik spezialisierte.
Im Jahr 2009 veröffentlichte er das Buch Corner of Music Row & Memory Lane, in dem er auf seine 50-jährige Karriere zurückblickte. Er arbeitete für den kleinen Fernsehsender BlueHighways TV, wo er eine Show hatte, und für dessen Internetseite er eine tägliche Kolumne schrieb. Hitchcock war einer der Gründer des Senders.

### Privatleben
Mit seiner Frau Denise lebte Hitchcock auf einer Farm nördlich von Gallatin, Tennessee. Er hatte einen Sohn.
Der Musiker starb am 4. Januar 2023 an den Folgen einer Krebserkrankung.

## Diskografie

### Alben
| Jahr | Titel            | Höchstplatzierung, Gesamtwochen, AuszeichnungChartsChartplatzierungen (Jahr, Titel, Platzierungen, Wochen, Auszeichnungen, Anmerkungen) | Anmerkungen |
| Jahr | Titel            | Country | Anmerkungen |
| ---- | ---------------- | --- | ----------- |
| 2019 | I’m Easy To Love | Country36 (5 Wo.)Country |             |

#### Weitere Alben
- 1965: Just Call Me Lonesome
- 1969: Softly And Tenderly
- 1970: Dixie Belle
- 1973: Country

### Singles
| Jahr | Titel Album                    | Höchstplatzierung, Gesamtwochen, AuszeichnungChartsChartplatzierungen (Jahr, Titel, Album, Platzierungen, Wochen, Auszeichnungen, Anmerkungen) | Anmerkungen |
| Jahr | Titel Album                    | Country | Anmerkungen |
| ---- | ------------------------------ | --- | ----------- |
| 1967 | She’s Looking Good             | Country54 (6 Wo.)Country |             |
| 1967 | Rings                          | Country66 (2 Wo.)Country |             |
| 1968 | The Phoenix Flash              | Country60 (4 Wo.)Country |             |
| 1968 | I’m Easy To Love               | Country57 (8 Wo.)Country |             |
| 1969 | Honey, I’m Home                | Country17 (11 Wo.)Country |             |
| 1970 | Dixie Belle                    | Country54 (7 Wo.)Country |             |
| 1970 | Call Me Gone                   | Country46 (6 Wo.)Country |             |
| 1971 | At Least Part Of The Way       | Country59 (7 Wo.)Country |             |
| 1973 | The Same Old Way               | Country65 (7 Wo.)Country |             |
| 1973 | Half-Empty Bed                 | Country91 (4 Wo.)Country |             |
| 1974 | I’m Free                       | Country80 (7 Wo.)Country |             |
| 1978 | Falling                        | Country100 (2 Wo.)Country |             |
| 1979 | Finders Keepers Losers Weepers | Country85 (3 Wo.)Country |             |
| 1981 | She Sings Amazing Grace        | Country81 (4 Wo.)Country |             |